# Anja Knauer
Anja Knauer (Hamburgo, 18 de marzo de 1979) es una actriz alemana que ha interpretado el papel protagonista femenino en algunas películas alemanas. Ha aparecido en más de 60 producciones de cine y televisión.

## Biografía
Anja Knauer pasó sus años formativos y recibió educación en el Carl-von-Ossietzky-Gymnasium en Hamburg-Poppenbüttel. Se unió a una agencia de modelos infantiles después de que le hablaran en el Alstertal-Einkaufszentrum, un centro comercial, cuando tenía 15 años.
Tras graduarse, se trasladó a Berlín para estudiar Filología y Literatura en la Freie Universität Berlin, al mismo tiempo que trabajaba como actriz y recibía formación profesional en actuación. Completó sus estudios con una tesis magistral sobre el tema de "Autenticidad en el cine". En 2010, trabajó como diseñadora de interiores para el Hotel Michelberger en Berlín. Desde 2012, contribuye como escritora independiente para periódicos y blogs.

## Cine y Televisión
A los 17 años, Knauer fue descubierta por un cazatalentos en un centro comercial y debutó como actriz en un papel secundario como una de las dos hermanas pequeñas en la película para televisión de ZDF Kleine Einbrecher, dirigida por Martin Gies. Desde entonces, ha participado en numerosas producciones cinematográficas y televisivas. Durante este período, también desempeñó roles importantes en las películas para televisión Frühstück zu viert (también en 1997) y Die Angst in meinem Herzen (1999). En 2000, fue seleccionada por la directora Dagmar Hirtz junto a Matthias Schweighöfer para la comedia de fantasía Küss mich, Frosch, interpretando el papel principal de la joven estudiante Anna Sandmann. Esta interpretación cinematográfica, en la que también realizó varias actuaciones musicales junto a Schweighöfer, le valió una nominación al Emmy, el premio Emil y el premio televisivo Erich Kästner.
Desde 1997, Knauer ha participado en numerosas series de televisión, incluyendo Alphateam – Die Lebensretter im OP, SK Kölsch, Für alle Fälle Stefanie, Ein Fall für zwei, Inga Lindström, Rosamunde Pilcher, Das Traumschiff y Der Staatsanwalt. En la serie de tres partes Kommissar LaBréa, en 2010, interpretó a la teniente Corinne Dupont junto a Francis Fulton-Smith. De 2018 a 2020, asumió el papel principal como Filipa Wagner en la serie de televisión dramática Doctora en el paraíso (Die Inselärztin) de seis partes en la televisora ARD. 

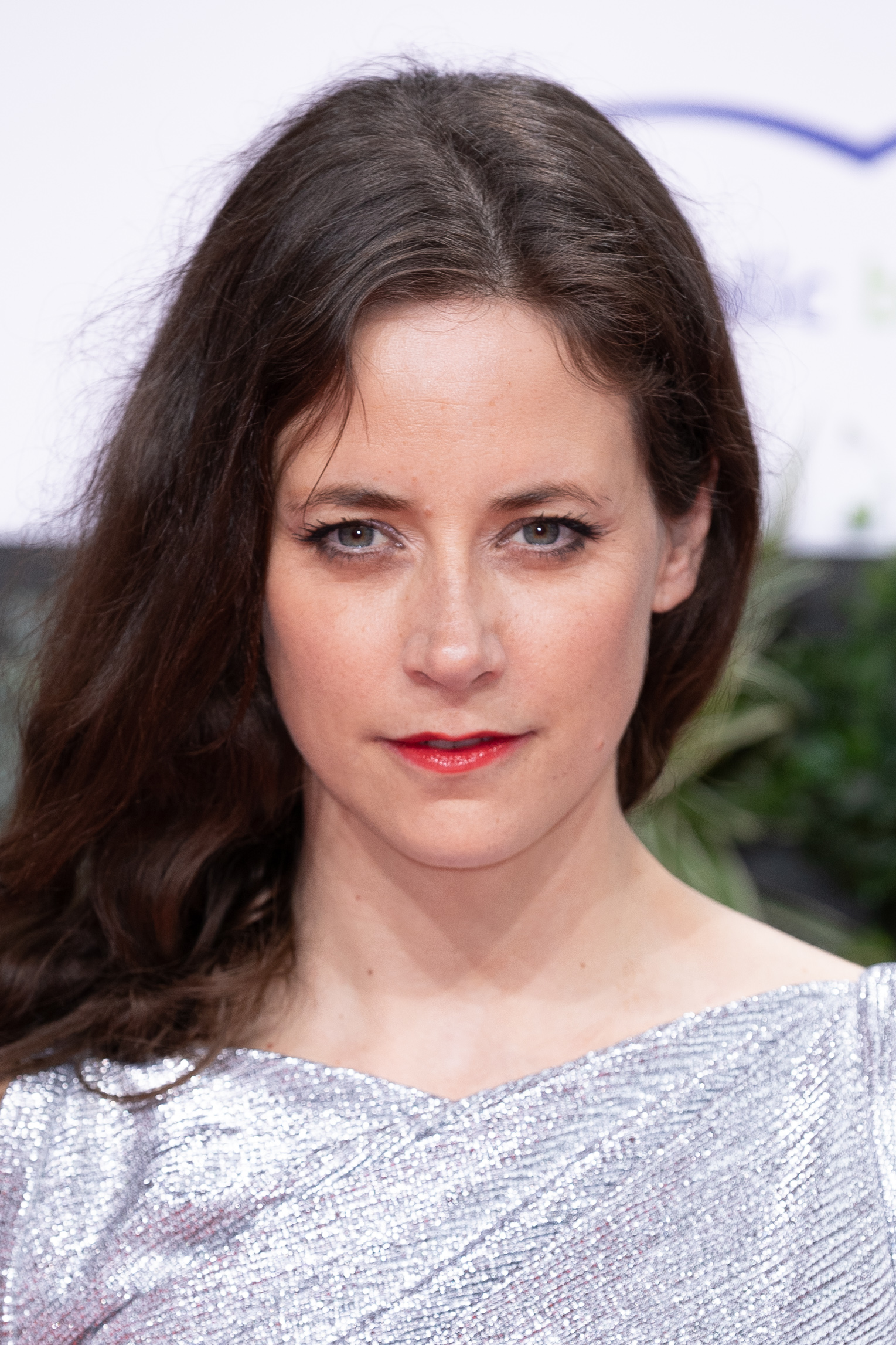
Anja Knauer, 2019

## Filmografía
- 1998: SK Kölsch: Ein Mord kommt selten allein. (Serie de televisión).[5]
- 1998: Frühstück zu viert. Desayuno para cuatro (Película para televisión). [6]
- 1999: Die Angst in meinem Herzen. El miedo en mi corazón (Película para televisión).[7]
- 1999: Die Schule am See. La escuela junto al lago (Serie de televisión).[8]
- 1999: Im Namen des Gesetzes: En nombre de la ley. (Serie de televisión). [9]
- 1999: SOS Baracuda: Der Mädchenjäger. (Serie de televisión).[10]
- 1999: Die Strandclique. (Serie de televisión, 2 episodios).
- 1999: Klinikum Berlin Mitte – Leben in Bereitschaft. (Serie de televisión).
- 2000: Küss mich, Frosch. (Película para televisión).
- 2000: Küstenwache: Tödliche Party. Guardacostas. (Serie de televisión).[11]
- 2000: Alarm für Cobra 11 – Die Autobahnpolizei: Zwischen allen Stühlen. (Serie de televisión).
- 2001: Lenya. Lenya: la mayor guerrera de todos los tiempos. (Película para televisión).[12]
- 2001: Ein Fall für zwei: Verbotene Gefühle. (Serie de televisión).
- 2002: Leipzig Homicide: Nervenkitzel. (Serie de televisión).
- 2002: Annas Heimkehr. (Película para televisión).
- 2003: Wilde Jungs – Men in Blue. Muchachos salvajes (Película para televisión). [13]
- 2003: Unter weißen Segeln: Kompass der Liebe. (Serie de televisión).
- 2003: Schlosshotel Orth: Volltreffer. Hotel Schloss Orth (Serie de televisión). [14]
- 2003: Utta Danella: Plötzlich ist es Liebe. (Película para televisión).
- 2003: Inga Lindström: Wind über den Schären. (Película para televisión).
- 2004: Tsunami: Terror in the North Sea. (Película para televisión).
- 2004: This Far from Paradise. (Película para televisión).
- 2005: Auf ewig und einen Tag. Por siempre y un día. (Película para televisión).[15]
- 2006: Delire de negation. (Corto).
- 2006: Zepp. (Corto).
- 2006: Rosamunde Pilcher: Der Himmel über Cornwall (Película para televisión).
- 2007: Hilfe, die Familie kommt! (Película para televisión).
- 2007: Ein Fall für zwei: Schmutzige Hände (Serie de televisión).
- 2008: Ship of No Return: The Final Voyage of the Gustloff (Película para televisión).
- 2008–2011: Open House. (Serie de televisión, 5 episodios).
- 2009: Pfarrer Braun: Im Namen von Rose. (Serie de televisión).
- 2009: Meine Tochter und der Millionär. Mi hija y el millonario. (Película para televisión). [16]
- 2009: Résiste – Aufstand der Praktikanten.
- 2009: Ein starkes Team: Dschungelkampf (Serie de televisión).
- 2010: Kommissar LaBréa: Mord in der Rue St. Lazare. (Serie de televisión).
- 2010: Kommissar LaBréa: Todesträume am Montparnasse. (Serie de televisión).
- 2010: Familie Dr. Kleist. Familia Dra. Kleist (Serie de televisión). [17]
- 2010: Doctor's Diary: Ja, ich will - Aber wer will mich? (Serie de televisión).
- 2011: Spreewaldkrimi: Die Tränen der Fische. (Serie de televisión).
- 2011: Alarm für Cobra 11: In der Schusslinie. (Serie de televisión).
- 2011: Der Sandmann. (Película para televisión).
- 2011: Die letzte Lüge. La última mentira [18]
- 2011: Der Staatsanwalt: Schlangengrube. (Serie de televisión).
- 2012: In aller Freundschaft: Magie. (Serie de televisión).
- 2012: Der Landarzt: Entführt. (Serie de televisión). El médico del campo. [19]
- 2012: SOKO Wismar: Hinter verschlossenen Türen. (Serie de televisión). [20]
- 2012: The White Horse Inn.
- 2013: Tödliche Versuchung (Película para televisión).
- 2013: Die Bergretter Los rescatistas de montaña. (Serie de televisión, 3 episodios).  [21]
- 2016: Gut zu Vögeln. Bueno para los pájaros  [22]
- 2017: Inga Lindström: Liebesreigen in Samlund. Círculo amoroso en Samlund (Película para televisión).[23]
- 2017: SOKO Stuttgart (Episodio:: Ferngesteuert)
- 2017: Katie Fforde: Bruderherz
- 2018–2020: Die Inselärztin (6 episodios) 
  - 2018: Neustart auf Mauritius, Notfall im Paradies.
  - 2019: Das Geheimnis, Die Entscheidung. [24]
  - 2020: Die Mutprobe, Das Rätsel. [25]
- 2018: Der Bergdoktor (Episodio: Lebensangst)
- 2018: SOKO München (Episodio: Die Verlorenen)
- 2019: Der Bulle und das Biest (Folge: Das Chamäleon)
- 2019: Beck is back! (Episodio: Die Lehrerin)
- 2021: SOKO Köln (Episodio: Sühne)
- 2022: Billy Kuckuck – Mutterliebe. [26]
- 2023: Bettys Diagnose (Episodio: Helden und Vampire)
- 2023: Malibu – Schwesterherzen.[27]
- 2023: Jenseits der Spree (Episodio:: Einsam sterben)
- 2023: Neue Geschichten vom Pumuckl Nuevas historias del Pumuckl. [28]
- 2024: Ostfrieslandkrimis – Ostfriesenschwur Novelas policiales de Frisia Oriental. [29]
- 2024: Das Signal